# Tyler Schultz
Tyler Schultz (ur. 29 marca 1994) – amerykański lekkoatleta specjalizujący się w pchnięciu kulą. 
W 2011 zdobył srebrny medal mistrzostw świata juniorów młodszych. 
Rekord życiowy: kula o wadze 5 kg – 20,35 (7 lipca 2011, Lille Metropole). 

## Osiągnięcia
| Rok  | Impreza                               | Miejsce         | Pozycja    | Wynik |
| ---- | ------------------------------------- | --------------- | ---------- | ----- |
| 2011 | Mistrzostwa świata juniorów młodszych | Lille Metropole | 2. miejsce | 20,35 |